# Södermanlands runinskrifter 357
Södermanlands runinskrifter 357 är en vikingatida runsten av granit vid Slottsskolan, Eskilstuna och Eskilstuna kommun. Runstenen är 1,5 meter hög och 0,8 meter bred. Runhöjden är 10-12 centimeter. Stenen hittades, liksom Sö 358, vid grävningar på platsen för det gamla klostret i Eskilstuna. Den står uppställd öster om Slottsskolan.

## Inskriften
Translitterering av runraden:
(a)(t) : (a)utisi : sustur ...
Normalisering till runsvenska:
At Øydisi, systur ...
Översättning till nusvenska:
Efter Ödis, [sin] syster ...